# 40/40
40/40 – 40 år 40 hits: 1972–2012 är ett samlingsalbum av den svenske rockartisten Tomas Ledin, utgivet 13 juni 2012. Som bonus medföljde EP-skivan Tolkningarna (2011).

## Låtlista

### Första skivan
1. "Sommaren är kort" – 3:03
2. "Helt galen i dig" – 3:44
3. "Hon gör allt för att göra mig lycklig" – 3:25
4. "Just nu!" – 2:47
5. "(Du har gjort mig till) En man som älskar" – 3:26
6. "Minns du Hollywood" – 3:06
7. "Vi ska gömma oss i varandra" – 3:22
8. "Genom ett regnigt Europa" – 3:35
9. "Lika hopplöst förälskad" – 3:50
10. "Knivhuggarrock" – 3:22
11. "Hopp (om en ljusare värld)" – 2:50
12. "Gilla läget" – 3:20
13. "Det ligger i luften" – 3:05
14. "Lay Me Your Body Down" – 3:30
15. "What Are You Doing Tonight?" – 3:08
16. "En vind av längtan" – 4:16
17. "Vem kunde ana" – 3:34
18. "Blå, blå känslor" – 3:22
19. "Släpp hästarna fria" – 5:32
20. "Kanske kvällens sista dans" – 4:40

### Andra skivan
1. "En del av mitt hjärta" – 4:46
2. "Sensuella Isabella" – 3:30
3. "500 dagar om året" – 3:54
4. "Vi är på gång" – 2:40
5. "En dag på stranden" – 4:01
6. "Take Good Care of Your Children" – 3:44
7. "Never Again" – 3:53
8. "I natt är jag din" – 3:31
9. "Det finns inget finare än kärleken" – 3:28
10. "Festen har börjat" – 3:39
11. "Not Bad at All" – 3:14
12. "Crazy About You" – 3:42
13. "Du kan lita på mej" – 2:54
14. "På vingar av stål" – 3:53
15. "Då ska jag spela" – 2:43
16. "Svenska flickor" – 3:06
17. "En lång väg tillsammans" – 4:10
18. "Mademoiselle" – 2:29
19. "Håll ut" – 4:04
20. "Snart tystnar musiken" – 4:53

### Bonusskiva
1. "Vem tänder stjärnorna" – 4:27 (Eva Dahlgren)
2. "Gott folk" – 3:23 (text: Jason Diakité, musik: Måns Asplund, Mårten Sakwanda)
3. "Bjurö klubb" – 3:32 (Laleh)
4. "Set the World on Fire" – 3:47 (text: E-Type, Mud, musik: E-Type)
5. "Dansa i neon" – 3:32 (Tim Norell, Peo Thyrén, Ola Håkansson)
6. "Den jag kunde va (till Björn Afzelius)" – 3:52 (Mikael Wiehe)

## Listplaceringar
| Lista (2012) | Position |
| ------------ | -------- |
| Finland      | 22       |
| Sverige      | 1        |

### Fotnoter
1. ↑  ”Tomas Ledin”. Svensk mediedatabas. Arkiverad från originalet den 25 juli 2014. https://web.archive.org/web/20140725173941/http://smdb.kb.se/catalog/search?q=Tomas+Ledin&x=0&y=0. Läst 18 januari 2013.
2. ↑  Placering på den finländska albumlistan
3. ↑  Placering på den svenska albumlistan